# Emmitsburg
Emmitsburg est une ville fondée en 1785 situé dans le comté de Frederick dans le Maryland juste au sud de la ligne Mason-Dixon séparant le Maryland de la Pennsylvanie.

## Histoire
Emmitsburg a été nommée en l'honneur de son fondateur, William Emmit, en 1785, mais une colonie (nommée d'abord Silver Fancy puis Poplar Fields) a précédé la ville et sa nomination, d'autant plus que les autorités britanniques ont limité l'expansion des colons pendant et après la guerre de la Conquête.
La Tom's Creek Methodist Church a été fondée en 1757 par des colons de la région (y compris le père de William Emmit, Samuel Emmit) ainsi que des voyageurs. Dans la même année, les luthériens menés par le pasteur George Bager construisent une église, qu'ils partagent avec une paroisse allemande réformée jusqu'en 1798. Après la guerre d'indépendance américaine, le missionnaire catholique français  Jean Dubois établit une église (St. Mary's on the Hill), puis un séminaire, noyau de la future Mount St. Mary's University, à Emmitsburg. Plus tard, Elizabeth Ann Seton établit un couvent, avec une école et un hôpital. Bientôt, le nombre de méthodistes à Emmitsburg a conduit à la formation d'une circonscription de la ville et des alentours, plutôt que de partager un ministère avec Gettysburg, en Pennsylvanie. 
L'armée de l'Union a fortifié Emmitsburg pour arrêter l'invasion de l'armée des États confédérés en juin 1863 lors de la guerre de Sécession. La moitié de la ville a été brûlée dans un mystérieux incendie dans la nuit du 23 juin. Selon certains, « Le grand incendie », comme on l'appelait, a été provoqué par un sympathisant de l'Union pour empêcher les confédérés de s'introduire dans la ville. Toutefois, la ville sort épargnée d'une bataille entre les forces opposées. La ville a été brièvement tenue par les confédérés au cours de la retraite du 4 juillet.

## Patrimoine
- District historique de St. Joseph's College and Mother Seton Shrine.

## Démographie

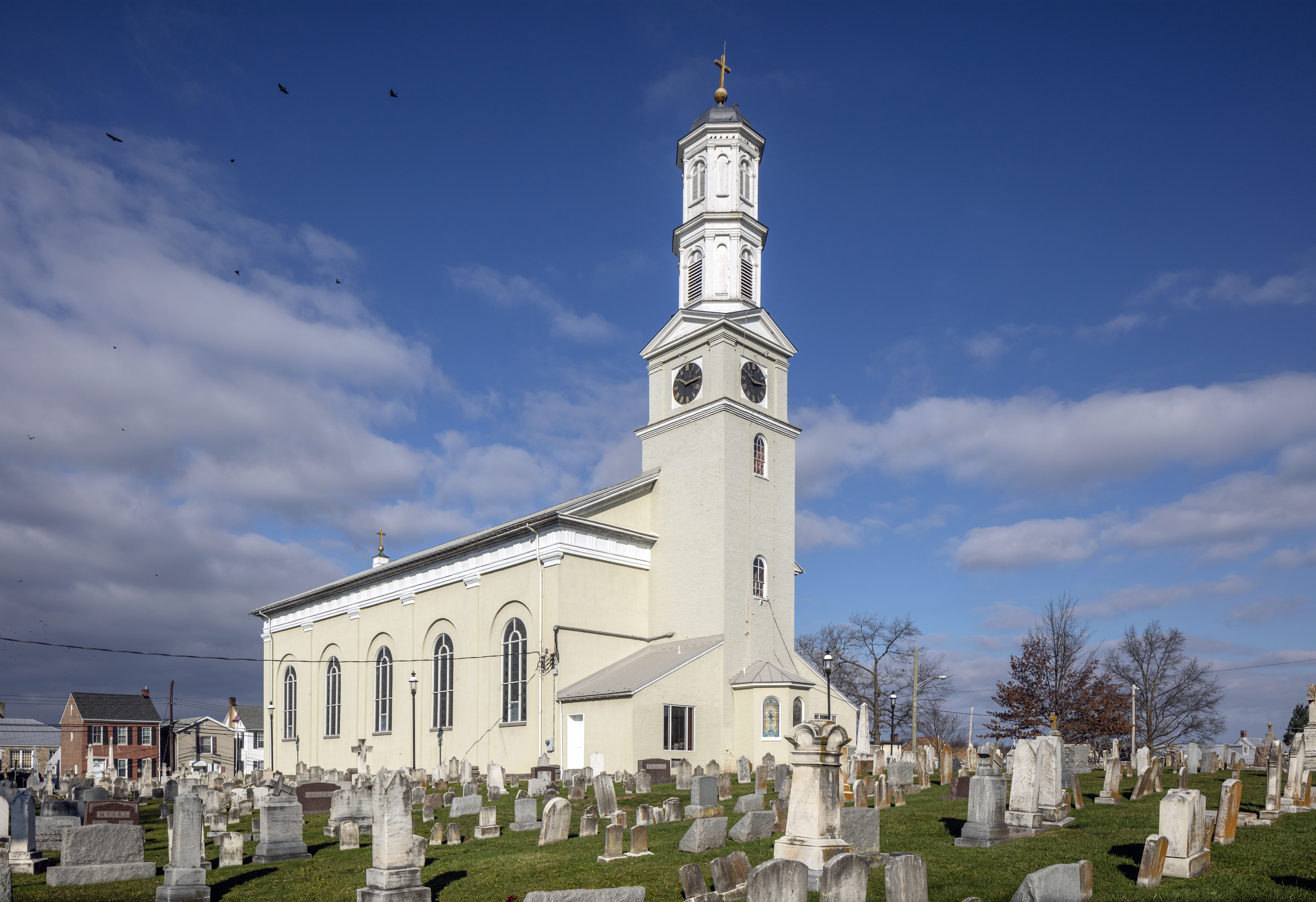
L'église catholique Saint-Joseph.

### Recensement de 2000
Selon le recensement de 2000, il y avait 2 290 habitants, 811 ménages, et 553 familles résidant dans la ville. La densité de la population était de 1 992,9 personnes pour 768,8 km2. Il y avait 862 unités de logement à une densité moyenne de 289,4 km2. La répartition raciale de la ville était de 97,16 % de blancs, de 0,87 % d'Afro-américains, de 0,04 % d'Amérindiens, de 0,31 % d'Asiatiques.
Il y avait 811 ménages, dont 38,3 % avaient des enfants de moins de 18 ans vivant avec eux, 50,2 % étaient des couples mariés vivant ensemble, 13,2 % avaient un chef de famille féminin sans mari et 31,7 % étaient des non-familles. 26,8 % des ménages étaient constitués de personnes seules et 11,1 % était quelqu'un vivant seul qui était âgé d'au moins 65 ans. La taille moyenne des ménages était de 2,56 et la taille moyenne de famille était de 3,03.
Dans la ville la population était de 24,4 % pour les moins de 18 ans, 6,7 % âgées de 18 à 24 ans, 31,4 % âgées entre 25 et 44 ans, 16,6 % âgées de 45 à 64 ans et 20,8 % qui étaient âgées d'au moins 65 ans. L'âge médian était de 37 ans. Pour 100 femmes, il y avait 76,7 hommes. Pour 100 femmes de 18 ans et plus, il y avait 70 hommes.
Le revenu médian pour un ménage dans la ville était 38 710 $ et le revenu médian pour une famille était de 46 328 $. Les hommes avaient un revenu médian de 32 578 $ par rapport à 23,235 $ pour les femmes. Le revenu par habitant de la ville était de 16,216 $. Environ 4,2 % des familles et 12,9 % de la population étaient situés en dessous du seuil de pauvreté.

### Recensement de 2010
Selon le recensement de 2010, il y avait 2 814 personnes, 997 ménages, et 670 familles résidant dans la ville. La densité de population était de 1 851,3 habitants pour 714,8 km2. Il y avait 1 070 unités de logement à une densité moyenne de 703,9 pour 271,8 km2. La répartition raciale de la ville était de 95,0 % de blancs, de 2,0 % d'Afro-américains, de 0,2 % d'Amérindiens, de 0,9 % d'Asiatiques.
Il y avait 997 ménages, dont 38,8 % avaient des enfants de moins de 18 ans vivant avec eux, 50,8 % étaient des couples mariés vivant ensemble, 11,6 % avait  un chef de famille féminin sans mari, 4,8 % avait un chef de famille masculin sans femme et 32,8 % étaient des non-familles. 26,6 % des ménages étaient constitués de personnes seules et 9,3 % avaient quelqu'un vivant seul qui était âgé d'au moins 65 ans. La taille moyenne des ménages était de 2,64 et la taille moyenne des familles était de 3,22.
L'âge médian de la ville était de 39,5 ans. 26 % des résidents étaient âgés de moins de 18 ans, 7,2 % étaient âgés de 18 à 24 ans, 25,4 % étaient âgés de 25 à 44 ans, 25,1 % étaient âgés de 45 à 64 ans et 16,3 % étaient âgés d'au moins 65 ans. La composition par sexe de la ville était de 47,3 % d'hommes et de 52,7 % de femmes.

## Climat
| Mois                | Janvier | Février | Mars  | Avril | Mai   | Juin  | Juillet | Août | Septembre | Octobre | Novembre | Décembre | Année  |
| ------------------- | ------- | ------- | ----- | ----- | ----- | ----- | ------- | ---- | --------- | ------- | -------- | -------- | ------ |
| Haute moyenne (°C)  | 4,1     | 6,4     | 11,9  | 18,2  | 23,2  | 27,6  | 29,9    | 29   | 25,2      | 19,1    | 12,5     | 6,6      | 17,81  |
| Basse moyenne (°F)  | -5,2    | -4,2    | 0,2   | 4,8   | 10,3  | 15,2  | 17,8    | 16,8 | 13        | 6,3     | 1,7      | -2,3     | 6,2    |
| Précipitation (mm)  | 93      | 75,4    | 100,3 | 96,5  | 114,8 | 110,5 | 92,5    | 91,4 | 108,2     | 88,4    | 96,5     | 84,1     | 1151,6 |
| Chute de neige (cm) | 30      | 22,1    | 11,4  | 1,8   | 0     | 0     | 0       | 0    | 0         | 0,3     | 3,6      | 9,1      | 78,2   |

## Enseignement
- Mount St. Mary's University, université privée catholique fondée en 1805 par le prêtre français Jean Dubois css, futur évêque de New York. Elle accueille 2 240 étudiants en 2014.

## Média
Emmitsburg dispose de 2 journaux, la Emmitsburg News-Journal, qui est publié tous les mois et The Catoctin Banner.

## Sources